# On Our Merry Way
On Our Merry Way is een Amerikaanse filmkomedie uit 1948 onder regie van King Vidor. Destijds werd de film in Nederland uitgebracht onder de titel De razende reporter.

## Verhaal
Oliver M. Pease werkt bij de afdeling Vermiste huisdieren van een dagblad. Met de steun van zijn vrouw besluit hij op een dag om zijn baas te belazeren. Hij bedriegt hem door een prijsvraag op zijn eigen naam te zetten.

## Rolverdeling
| Acteur            | Personage         |
| ----------------- | ----------------- |
| Paulette Goddard  | Martha Pease      |
| James Stewart     | Slim              |
| Henry Fonda       | Lank Solsky       |
| Dorothy Lamour    | Gloria Manners    |
| Fred MacMurray    | Al                |
| Burgess Meredith  | Oliver M. Pease   |
| Victor Moore      | Ashton Carrington |
| Harry James       | Harry James       |
| William Demarest  | Floyd             |
| Hugh Herbert      | Eli Hobbs         |
| Eduardo Ciannelli | Maxim             |
| Charles D. Brown  | Mijnheer Sadd     |
| Dorothy Ford      | Lola Maxim        |
| Carl Switzer      | Leopold Wirtz     |
| Eilene Janssen    | Peggy Thorndyke   |